# Pegel Köln

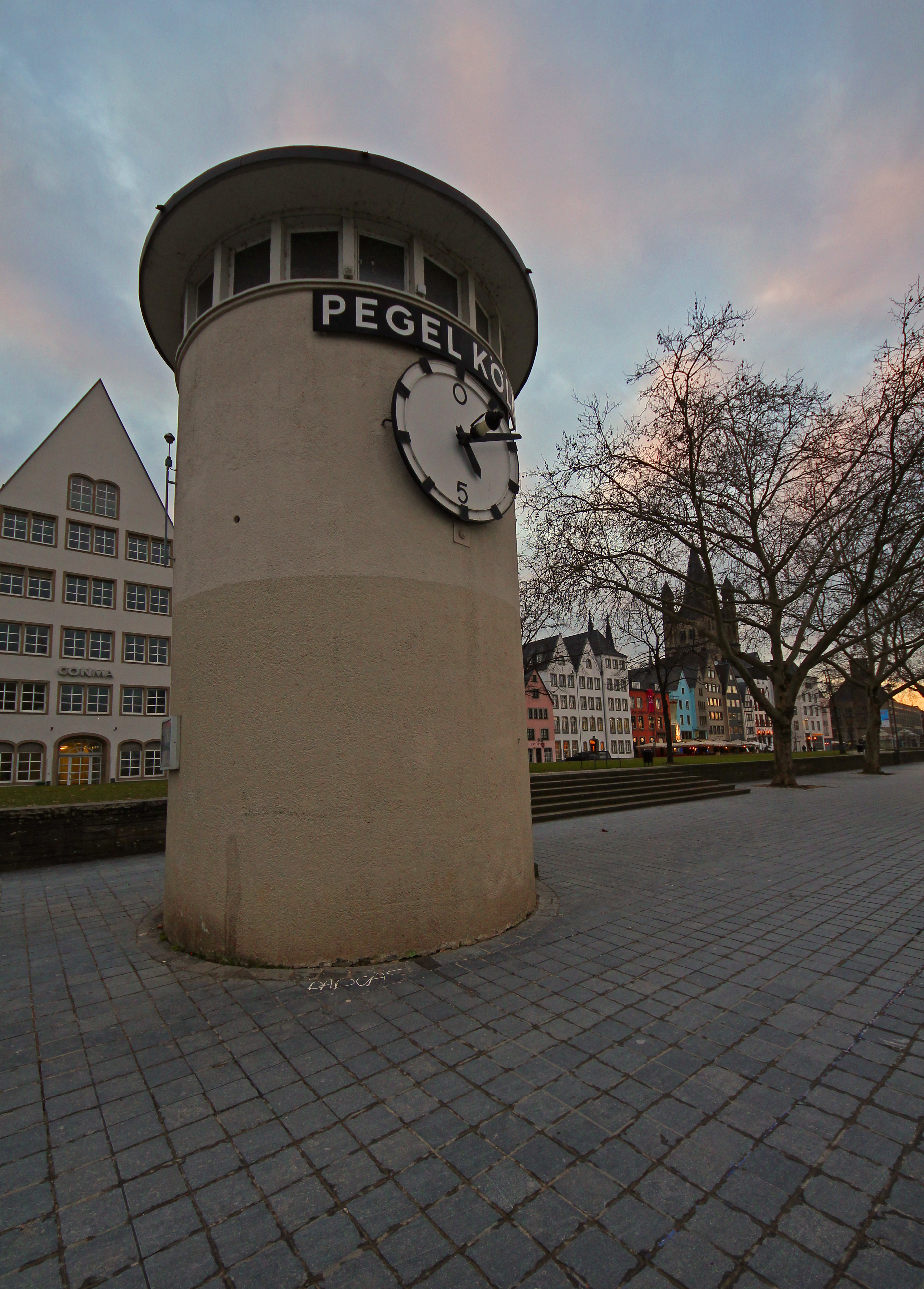
Pegel Köln mit mechanischer Pegeluhr.
Der kleine Zeiger zeigt die Meter, der große die Dezimeter des Wasserstandes an. Wasserstand auf dem Foto: 4,18 m

Der Pegel Köln steht in der Kölner Altstadt-Nord am linken Rheinufer und misst den Wasserstand des Rheins am Stromkilometer 688. Er ist einer von 22 Pegeln am Rhein und neben dem Pegel Kaub der bedeutendste. Betrieben wird er vom Wasserstraßen- und Schifffahrtsamt Rhein.

## Geschichte

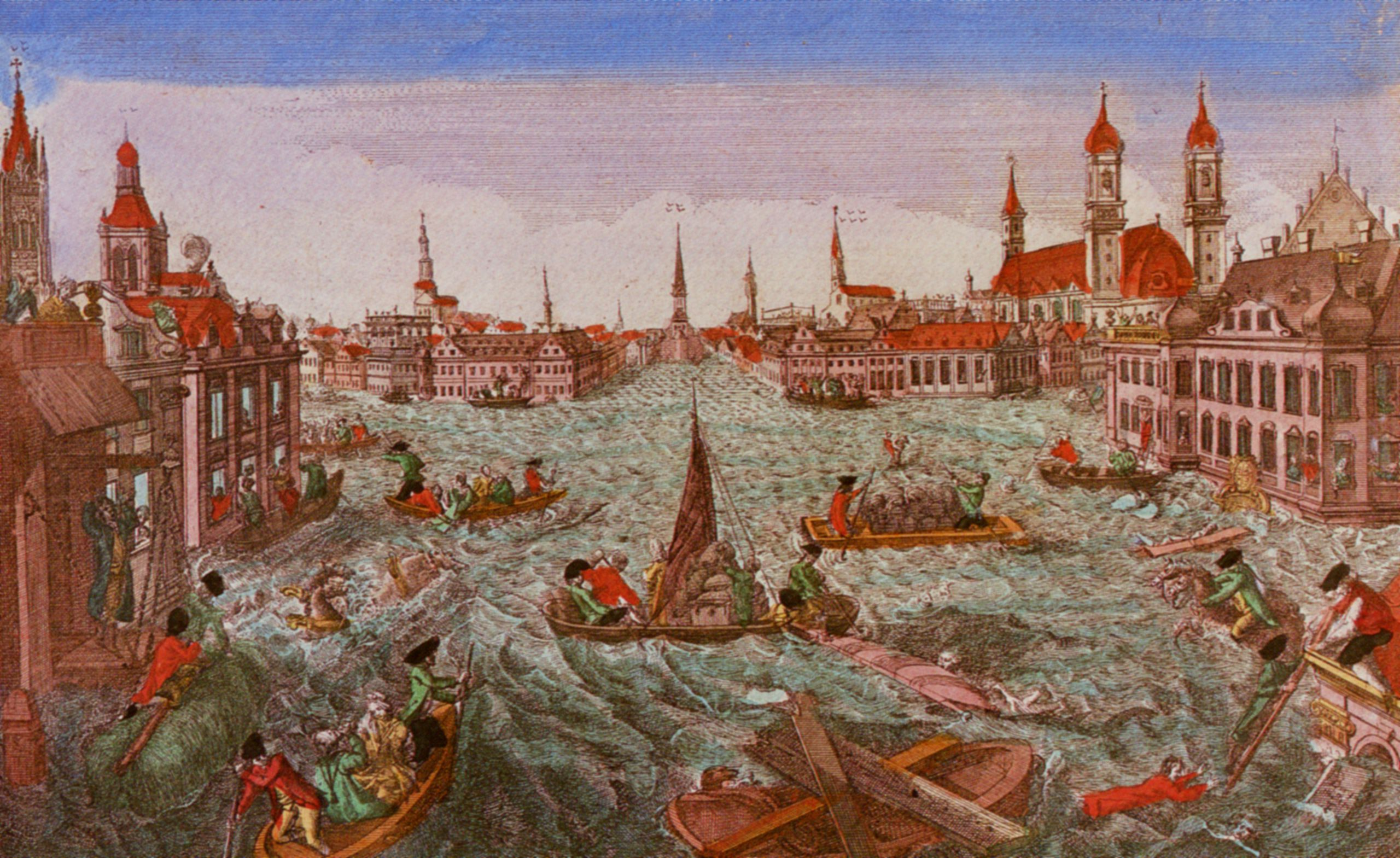
Rheinhochwasser 1784 in Köln (Stich von Johann Baptist Bergmüller, der neben Groß St. Martin auch ein paar Augsburger Bauwerke platzierte)
Köln-Mülheim – Clemenskirche (November 1882)
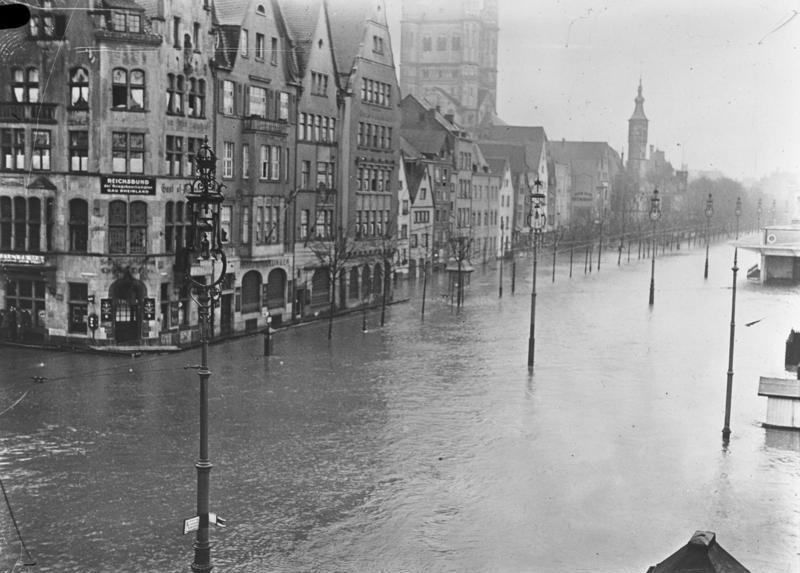
Pegel Köln – Hochwasser (November 1930)
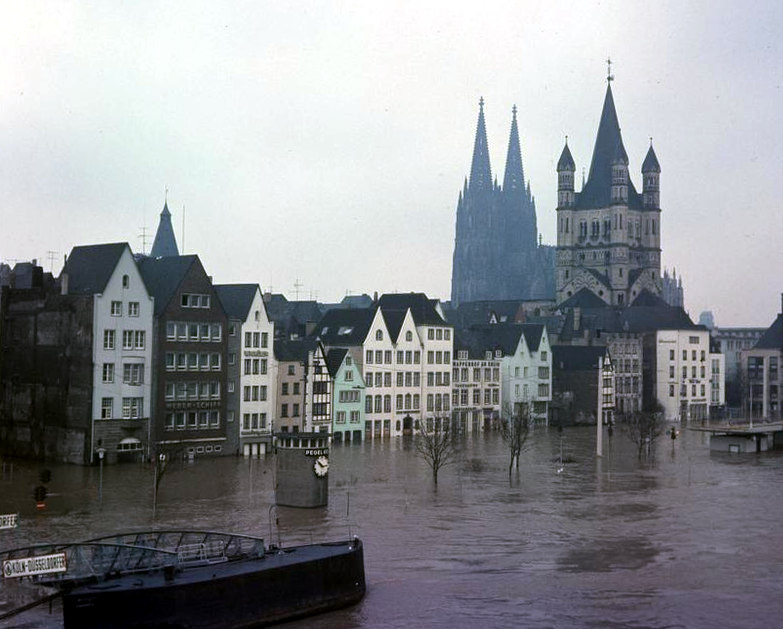
Pegel Köln – Hochwasser (Februar 1970)
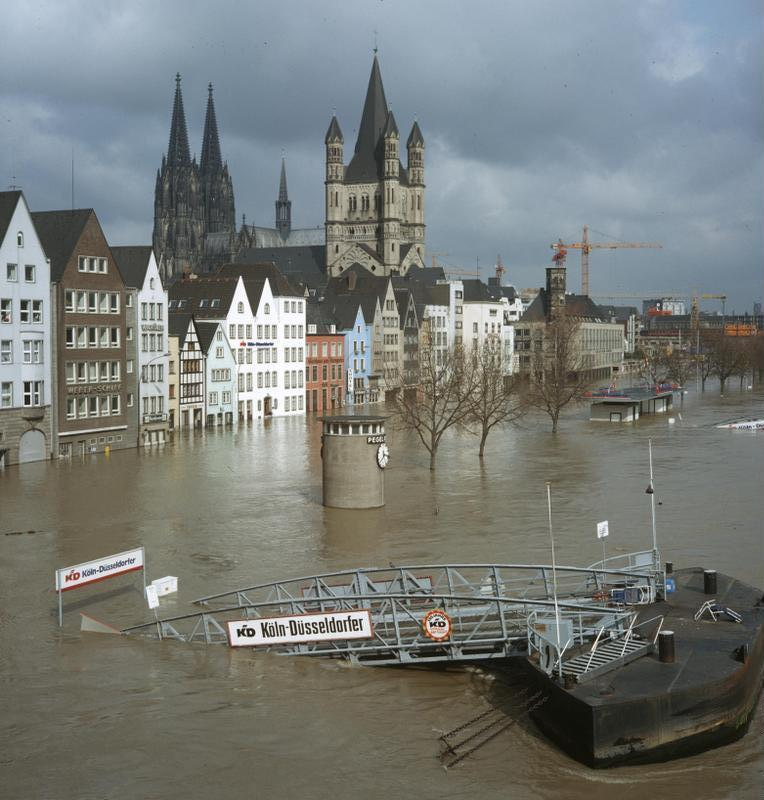
Pegel Köln – Hochwasser (April 1983)
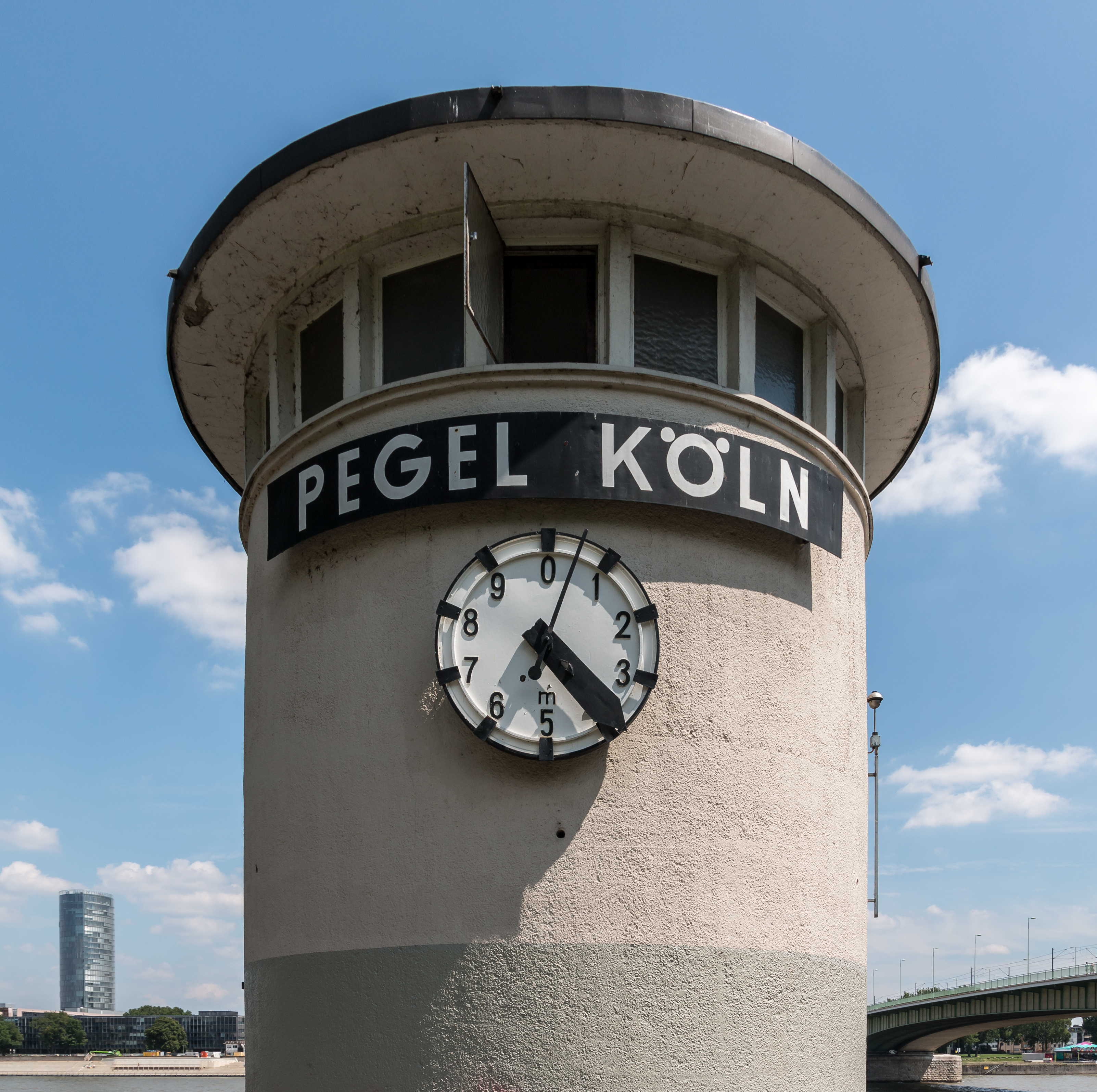
Pegel Köln (Juli 2014)
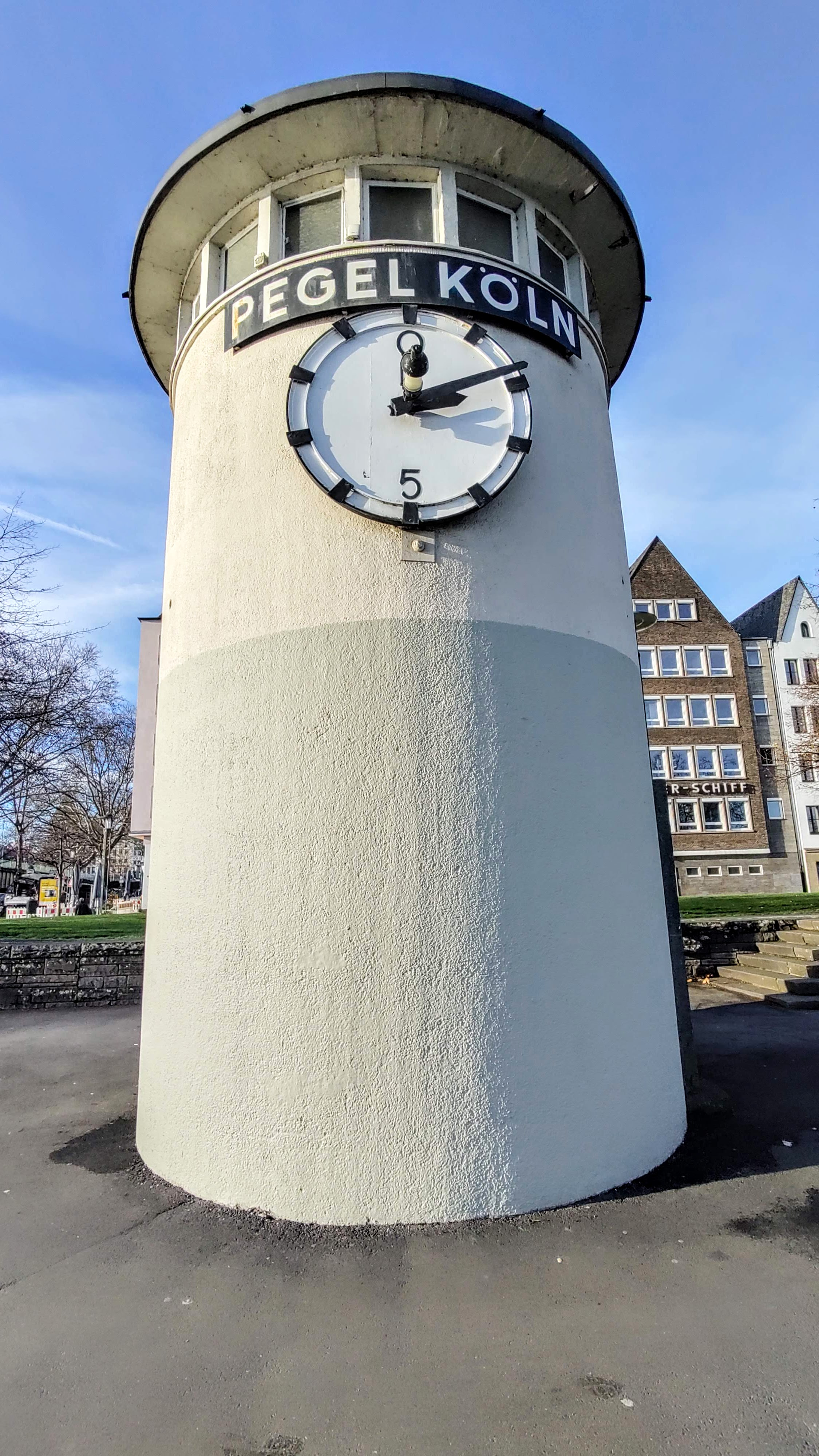
Pegel Köln (Dezember 2020)

| Datum      | Pegelstand  |
| ---------- | ----------- |
| 26.12.1819 | 09,69 Meter |
| 22.01.1820 | 09,40 Meter |
| 16.11.1824 | 09,50 Meter |
| 27.12.1833 | 09,19 Meter |
| 29.02.1844 | 09,55 Meter |
| 29.03.1845 | 10,34 Meter |
| 29.01.1846 | 09,36 Meter |
| 05.02.1850 | 10,28 Meter |
| 05.02.1862 | 09,49 Meter |
| 11.02.1867 | 09,11 Meter |
| 1875       | 09,03 Meter |
| 14.03.1876 | 09,76 Meter |
| 05.01.1880 | 09,13 Meter |
| 22.12.1880 | 09,03 Meter |
| 29.11.1882 | 10,52 Meter |
| 02.01.1883 | 09,94 Meter |
| 01.01.1920 | 09,62 Meter |
| 16.01.1920 | 10,58 Meter |
| 05.11.1924 | 09,80 Meter |
| 01.01.1926 | 10,69 Meter |
| 25.11.1930 | 09,13 Meter |
| 28.11.1944 | 09,12 Meter |
| 16.02.1945 | 09,01 Meter |
| 11.02.1946 | 09,32 Meter |
| 02.01.1948 | 10,41 Meter |
| 21.01.1948 | 09,24 Meter |
| 19.01.1955 | 09,70 Meter |
| 27.02.1958 | 09,33 Meter |
| 25.02.1970 | 09,87 Meter |
| 08.02.1980 | 09,31 Meter |
| 14.04.1983 | 09,81 Meter |
| 30.05.1983 | 09,96 Meter |
| 10.02.1984 | 09,11 Meter |
| 29.03.1988 | 09,95 Meter |
| 23.12.1993 | 10,63 Meter |
| 21.01.1995 | 10,69 Meter |
| 02.11.1998 | 09,49 Meter |
| 25.03.2001 | 09,38 Meter |
| 05.01.2003 | 09,71 Meter |

Pegelbasierte Wasserstandsmessungen gab es in Köln mindestens ab etwa 1771, denn der Oberbaurat Johann Esaias Silberschlag berichtete in seinem 1772 erschienenen Buch „Hydrotechnik“ hierüber. Tägliche Aufzeichnungen sind von diesem Kölner Pegel seit 1782 bekannt. Ein schwerer Eisgang am 27./28. Februar 1784 zerstörte diesen Pegel; ein Ersatz entstand erst 1810 an einer seichten Stelle am Casselberg in Form eines Lattenpegels, nachdem es seit Februar 1810 die erste bekannte Dienstanweisung über Pegel gab. Dieser Kölner Pegel begann ab 1. Januar 1813 mit regelmäßigen Beobachtungen. Es gibt jedoch aus anderen Quellen auch Angaben zu mittelalterlichen Wasserständen. Die früheste bekannte war das Magdalenenhochwasser vom Juli 1342, als man in Köln einen Pegelstand von 11,53 Metern nachwies. Im Januar/Februar 1374 wurde ein neuer Höchststand mit 13,30 Metern gemessen, der absolute Höchststand lag im Februar 1784 (ein Eishochwasser) bei 13,63 Metern.
Bis Dezember 1816 wurde der Wasserstand des Rheins bei Köln mit dem „kölnischen Fußmaß“ gemessen, das den Nullpunkt zwei Fuß unter dem niedrigsten jemals gemessenen Wasserstand festlegte. Die preußische Maß- und Gewichtsordnung vom 10. Mai 1816 verlangte jedoch eine Änderung der Messtechnik, die seit dem 1. Januar 1817 angewandt wurde. „Pegelnull“ bedeutete danach, dass der Wasserspiegel des Rheins bei 34,977 Meter über Normalnull amtlicher Höhenmessung lag und der Zeiger der „Pegeluhr“ dann „Null“ zeigte („Pegelnullpunkt“). Das neue Pegelhaus an heutiger Stelle erhielt einen Schreibpegel und ging am 25. Juni 1901 in Betrieb. Es wurde bei einem Bombenangriff am 29. Juni 1943 zerstört. Ersatzweise zog man bis 1. März 1948 den Pegelstand im Rheinauhafen (Stromkilometer 687,6) heran. Das neue Pegelhaus ging am 1. November 1951 in Betrieb. Der Normalpegel liegt bei 3,48 Metern.

## Funktionsweise
Die heutige Messung der Wasserstände erfolgt nach dem Prinzip der „Kommunizierenden Röhren“: Im Pegelhaus befindet sich ein Schwimmerschacht, der über ein Zulaufrohr mit dem Rhein verbunden ist. Ein im Schacht befindlicher Schwimmer überträgt den Wasserstand nach oben in das Pegelhaus, wo die Werte von einem Schwimmerschreibpegel gespeichert und mit Datenfernübertragung versendet werden. Eine außen am Pegelhaus angebrachte Pegeluhr zeigt den Wasserstand für vorbeifahrende Binnenschiffer und Passanten an. Zusätzlich zum Schwimmersystem ist an der Innenseite des Pegelschachtes im Rheinufer eine Drucksonde installiert, welche ebenfalls den Wasserstand misst. Die zusätzliche Wasserstandsmessung wurde installiert, falls das Schwimmersystem auf Grund von technischen oder mechanischen Störungen einmal ausfallen sollte (redundante Pegelmessung).
Die gemessenen Wasserstände werden unmittelbar an die Datenserver der zuständigen Behörden übertragen. Von dort aus werden die Daten weiter verteilt und z. B. im Internet auf PegelOnline oder ELWIS veröffentlicht. Zusätzlich besteht die Möglichkeit, den Wasserstand telefonisch zu erfragen. Die bundeseinheitliche Pegelnummer lautet 19429 mit der entsprechenden Vorwahl des Pegelstandortes, für Köln also 0221-19429.
Ab 1. November 1979 wurde der Nullpunkt des Kölner Pegels um einen Meter auf 34,977 m ü. NN gesenkt, um negative Werte bei Niedrigwasser zu vermeiden. Am 15. Juni 1982 wurde der Pegelnullpunkt noch einmal auf 35,011 m ü. NHN korrigiert.
Seit dem 1. November 2019 liegt der Nullpunkt des Kölner Pegels bei 35,038 m. ü. NHN.

## Hochwasser
Der höchste jemals gemessene Stand des Rheins am Pegel Köln wurde am 27./28. Februar 1784 mit 13,84 Metern erreicht. In jüngerer Zeit stieg der Rhein 1926, 1993 und 1995 jeweils auf 10,63 Meter bis 10,69 Meter.
Bei einem Pegel von 6,20 Meter wird die Hochwassermarke I erreicht, ab der erste Einschränkungen für die Schifffahrt gelten. Flussabwärts dürfen die Schiffe nicht schneller als 20 km/h fahren, um Schäden am Ufer durch Wasserwellen zu vermeiden. Für flussaufwärts fahrende Schiffe gibt es keine Geschwindigkeitsbegrenzungen. Bei einem Pegel von 8,30 Meter wird die Hochwassermarke II erreicht und der Schiffsverkehr komplett eingestellt. Ab einem Pegel von 9,80 Meter wird der Rheinufertunnel geschlossen, bei 10,70 Meter sieht der Hochwasserplan der Stadt Köln die Auslösung des Katastrophenalarms vor. Die Altstadt wird dank neuer Schutzmaßnahmen nach den Hochwassern 1993 und 1995 erst bei 11,30 Metern überflutet.

## Mittelwasser
Der Zehnjahresdurchschnitt des Rheinpegels bei Köln, das so genannte Mittelwasser, betrug im Zeitraum von 2001 bis 2010 am Pegel Köln 3,21 m. Derzeit wird er offiziell mit 2,97 m angegeben (Zeitraum 1. November 2011 bis 31. Oktober 2020).

## Niedrigwasser
Im Oktober 2018 erreichte der Rhein am Pegel Köln ein Rekordtief und stellte damit das bisherige Rekordtief am Pegel Köln von 2003 ein. Damit war die Binnenschifffahrt auf dem Rhein im Sommer 2018 stark beeinträchtigt, nicht aber wie auf der Elbe wegen Niedrigwassers ganz eingestellt.
Nach überwiegender Trockenheit ohne ergiebige Niederschläge erreichte der Pegel am 18. Oktober 2018 zunächst die neue Rekordmarke von 80 cm. Am 23. Oktober waren es nur noch 69 cm. Auch im Jahr 2020 ereigneten sich aufgrund dieser niedrigen Werte einige Zwischenfälle. So kam es bereits am 20. August dazu, dass ein mit über 100 Menschen besetztes Kreuzfahrtschiff evakuiert werden musste, nachdem es auf eine Sandbank aufgefahren war und diese aus eigener Kraft nicht mehr verlassen konnte.